# Saint-Martin-le-Vieil
Saint-Martin-le-Vieil ist eine südfranzösische Gemeinde mit 214 Einwohnern (Stand 1. Januar 2022) im Département Aude in der Region Okzitanien.

## Lage
Saint-Martin-le-Vieil liegt in der alten Kulturlandschaft des Lauragais am kleinen Fluss Lampy und seinem Zufluss Tenten in einer Höhe von etwa 160 Metern ü. d. M. und etwa 25 Kilometer (Fahrtstrecke) nordwestlich von Carcassonne. Die Entfernung zum südöstlich gelegenen Kantonshauptort Alzonne beträgt gut sechs Kilometer.

## Bevölkerungsentwicklung
| Jahr      | 1962 | 1968 | 1975 | 1982 | 1990 | 1999 | 2006 | 2016 |
| Einwohner | 225  | 171  | 182  | 185  | 168  | 191  | 211  | 225  |

Im 19. Jahrhundert hatte der Ort stets zwischen 350 und 450 Einwohner. Infolge der Reblauskrise sowie der Mechanisierung der Landwirtschaft und dem damit verbundenen Verlust von Arbeitsplätzen ist die Einwohnerzahl im 20. Jahrhundert deutlich zurückgegangen. In letzter Zeit ist wieder ein leichter Bevölkerungsanstieg zu verzeichnen, was in erster Linie mit den im Vergleich zur nahegelegenen Großstadt Carcassonne vergleichsweise günstigen Mieten und Grundstückspreisen zusammenhängt.

## Wirtschaft
Die Umgebung des Ortes ist immer noch geprägt von der Landwirtschaft. Seit dem ausgehenden Mittelalter wurde in den Dörfern des Lauragais hauptsächlich Färberwaid (pastel) angebaut, der jedoch im 18. Jahrhundert durch das in den Kolonien angepflanzte Indigo ersetzt wurde. Im ausgehenden 20. Jahrhundert ist der Tourismus in Form der Vermietung von Ferienwohnungen (gîtes) als Wirtschaftsfaktor hinzugekommen.

## Geschichte
Zur Geschichte des Ortes in gallorömischer und mittelalterlicher Zeit ist nichts bekannt. Die Zisterzienser gründeten um 1170 etwa zweieinhalb Kilometer nordöstlich am Flüsschen Vernassonne das Kloster Villelongue, das während der Französischen Revolution aufgelöst und als Steinbruch verkauft wurde.

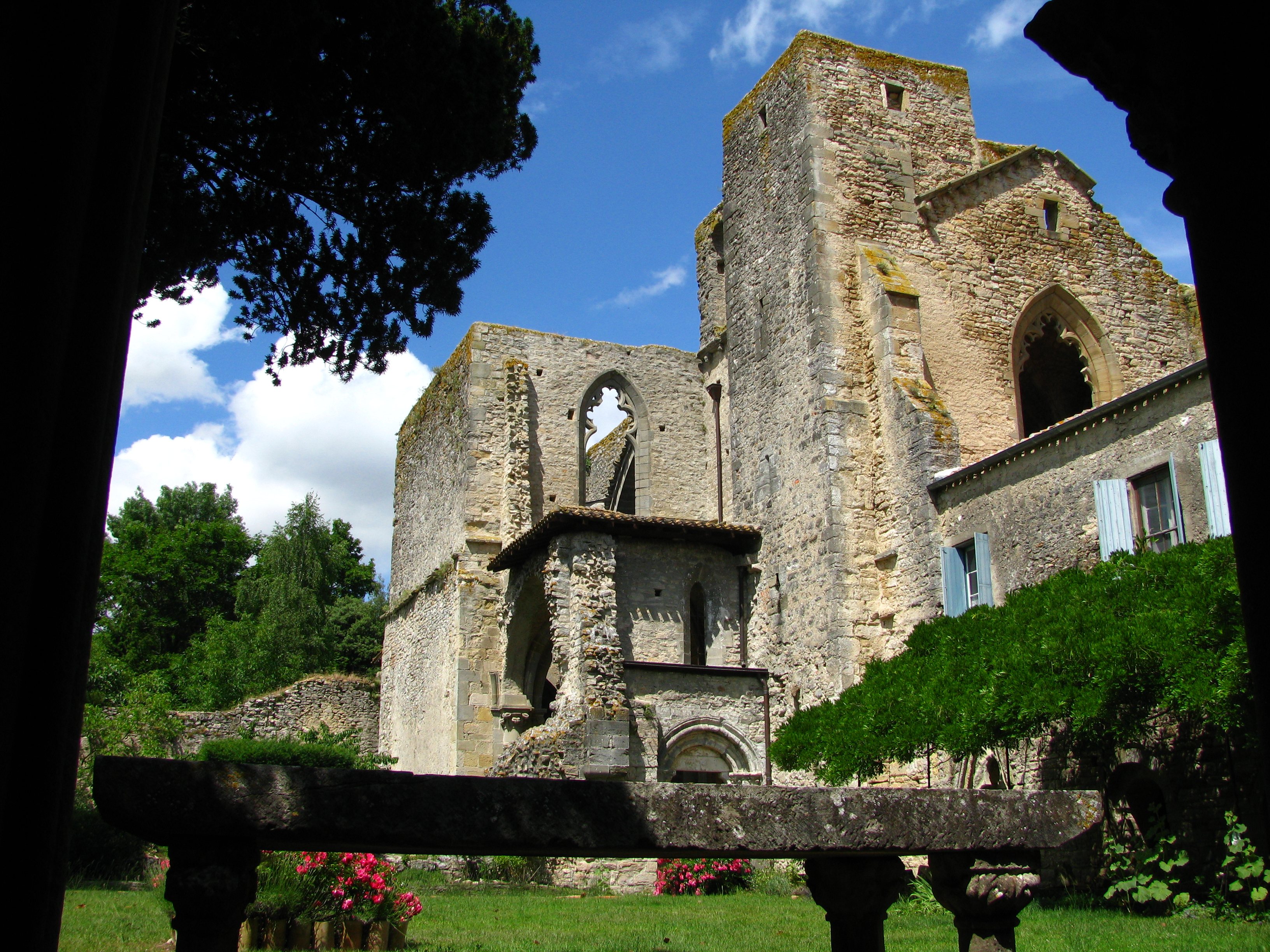
Kloster Villelongue

## Sehenswürdigkeiten
- Ein auf einem Sockel stehendes steinernes Friedhofskreuz aus dem 16. Jahrhundert wurde im Jahr 1962 als Monument historique[1] unter Schutz gestellt.
- Die Pfarrkirche des Ortes ist ein einfacher Bau aus dem 15. Jahrhundert mit einem schmucklosen Südturm, der von einer zierlichen Steinrose durchbrochen ist.
- Von der isoliert in der Waldeinsamkeit stehenden Zisterzienserabtei Villelongue ist noch die Apsis sowie einige Teile der Klostergebäude zu sehen. Am besten erhalten sind der Kapitelsaal sowie der Südflügel des Kreuzgangs mit seinen Doppelsäulchen, die mit feingearbeiteten vegetabilischen Kapitellen geschmückt sind. Die ehemaligen Klostergebäude sind seit 1916 als Monument historique[2] anerkannt.

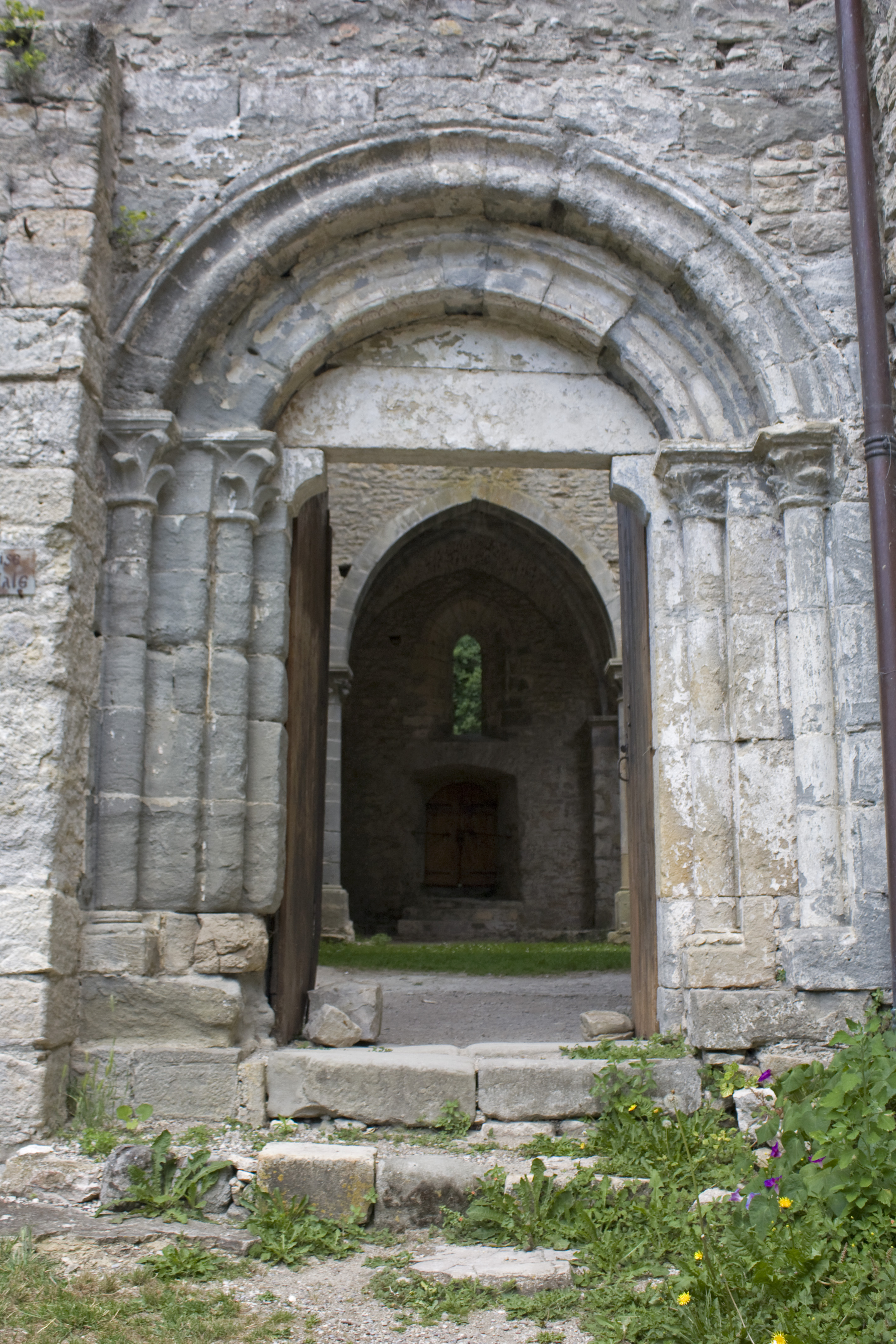
Südportal
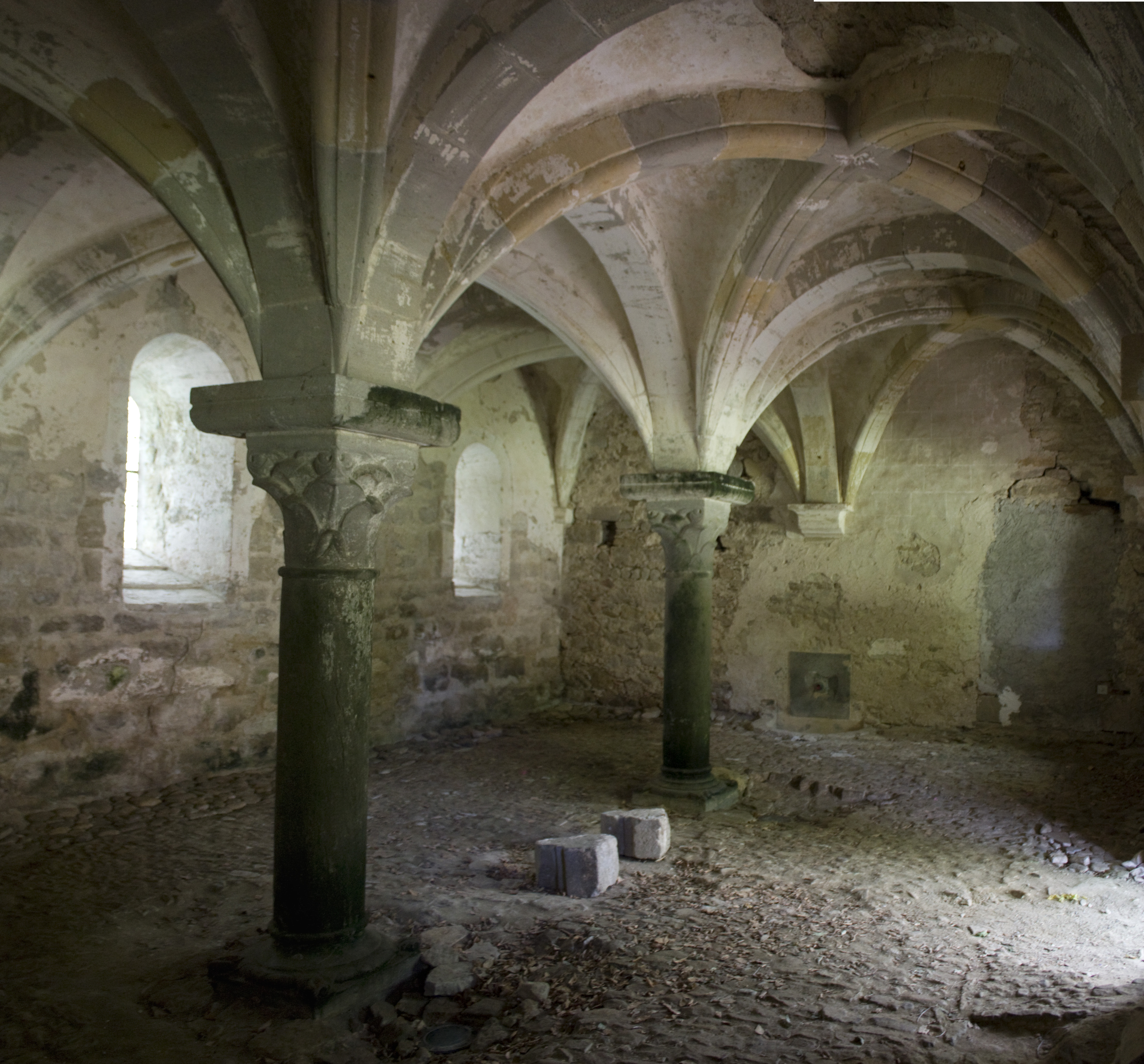
Kapitelsaal
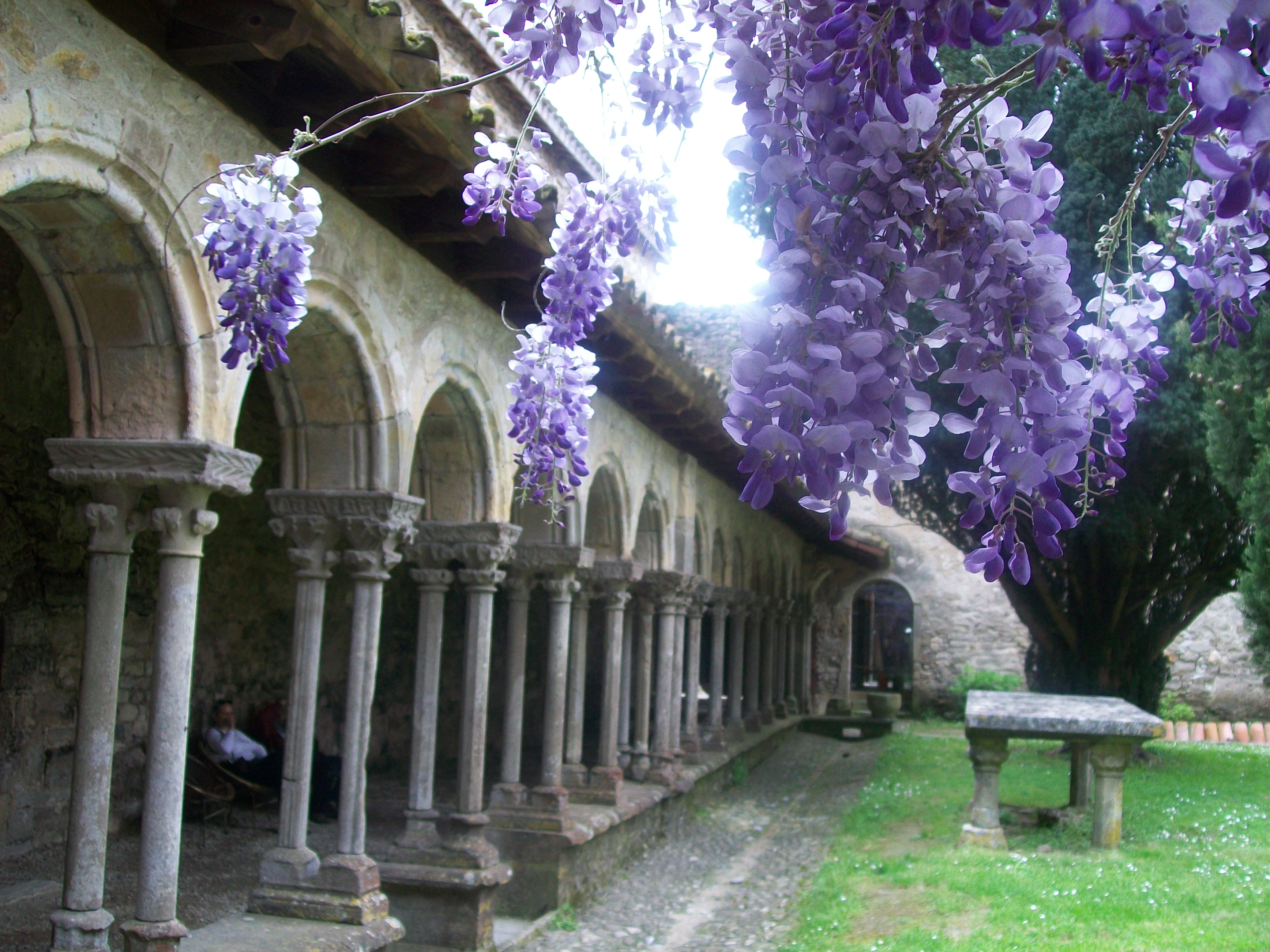
Kreuzgang
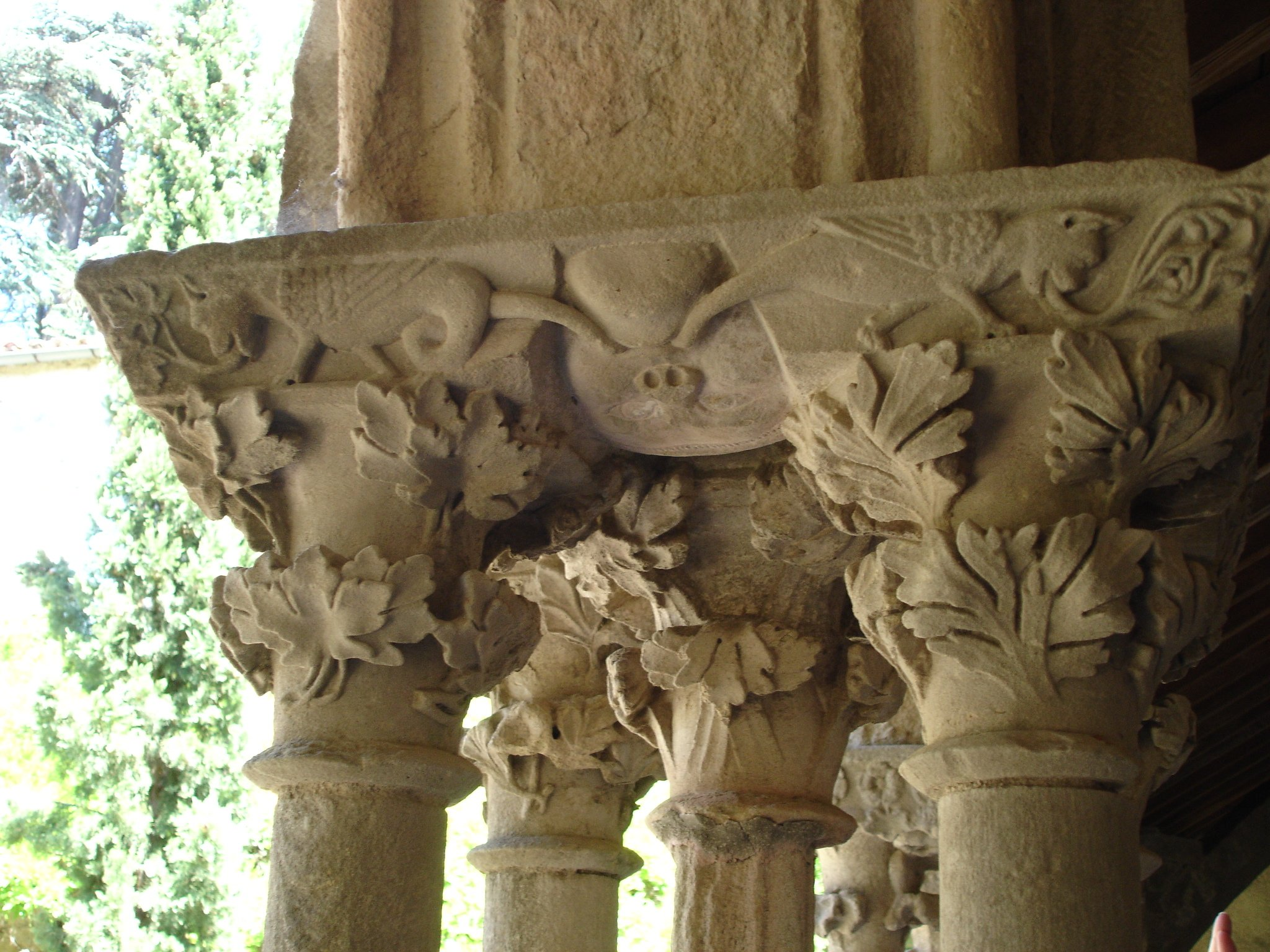
Kapitelle